# Diocèse de Reconquista
Le diocèse de Reconquista (en latin : Dioecesis Reconquistensis ; en espagnol : Diócesis de Reconquista) est un diocèse de l'Église catholique en Argentine, suffragant de l'archidiocèse de Santa Fe de la Vera Cruz.

## Territoire
Il comprend deux départements de la province de Santa Fe : General Obligado et Vera ainsi que la partie nord du département de San Javier (la partie sud de ce département étant géré par l'archidiocèse de Santa Fe de la Vera Cruz). 
Il possède un territoire d'une superficie de 35 000 km2 divisé en 21 paroisses.
Le siège épiscopal est dans la ville de Reconquista où se trouve la cathédrale de l'Immaculée-Conception.

## Historique
Le diocèse est érigé le 11 février 1957 par la constitution apostolique Quandoquidem adoranda du pape Pie XII en prenant une partie du territoire de l'archidiocèse de Santa Fe de la Vera Cruz dont Reconquista devient suffragant.
Par la lettre apostolique Expedit sane du 1er octobre 1958, Pie XXII reconnaît saint Joseph comme patron principal du diocèse avec saint Jean l'évangéliste comme patron secondaire.
Il cède une portion de son territoire le 10 avril 1961 pour l'érection du diocèse de Rafaela.

## Évêques
- Juan José Iriarte (23 octobre 1957 - 28 février 1984), nommé archevêque de Resistencia
- Fabriciano Sigampa (9 mars 1985 - 30 décembre 1992), nommé évêque de La Rioja
- Juan Rubén Martinez (12 février 1994 - 25 novembre 2000), nommé évêque de Posadas
- Andrés Stanovnik, O.F.M.Cap (30 octobre 2001 - 27 septembre 2007), nommé archevêque de Corrientes
- Ramón Alfredo Dus (26 mars 2008 - 21 février 2013), nommé archevêque de Resistencia
- Ángel José Macín, depuis le 12 octobre 2013